# Kazuo Umezu
Kazuo Umezu of Kazuo Umezz (楳図 かずお, Umezu Kazuo, geboren als 楳図一雄), opgegroeid in Gojo) (Koyasan, 3 september 1936 – aldaar, 28 oktober 2024)  was een Japanse mangaka die voornamelijk horrorverhalen schrijft. Hij is ook muzikant en acteur.
Umezu publiceerde zijn eerste manga tijdens zijn middelbareschooltijd. Zijn carrière begon meteen nadat hij afstudeerde. In 1962 verhuisde hij naar Tokio. Aldaar ontwikkelde hij zijn gedetailleerde horrorstijl. Hij maakt manga in verscheidene genres, voornamelijk horror, sciencefiction en humor. In 1975 won hij de 20ste Shogakukan Manga-prijs voor The Drifting Classroom.
Umezu overleed op 28 oktober 2024 op 88-jarige leeftijd.

## Filmografie
- Nekome Kozo (anime televisiereeks)
- Drifting Classroom (film)
- Blood Baptism (film)
- Long Love Letter: Drifting Classroom (tv-drama)
- Kazuo Umezz's Horror Theater (6-delige tv-anthologie)
- Snake Girl and the Silver Haired Witch (1968) (Daiei/Kadokawa Pictures)
- Mother (film) (regie)[3]

## Musical
In 2016, werd de manga Watashi wa Shingo verwerkt tot een musical. Mitsuki Takahata en Mugi Kadowaki speelden de hoofdpersonages. De regie en choreografie waren van Philippe Decouflé.

## Assistenten
- Noboru Takahashi
- Robin Nishi
- Rumiko Takahashi